# معاذ بن عمرو بن الجموح
معاذ بن عمرو بن الجموح صحابي من الأنصار من بني حرام، شهد بيعة العقبة الثانية، وشهد غزوتي بدر وأحد، واختلف المؤرخون أهو من شارك في قتل أبي جهل في غزوة بدر أم كان معاذ بن عفراء. توفي معاذ في خلافة عثمان بن عفان.